# Њу Кенсингтон (Пенсилванија)
Њу Кенсингтон (енгл. New Kensington) град је у америчкој савезној држави Пенсилванија. По попису становништва из 2010. у њему је живело 13.116 становника.

## Демографија
Према попису становништва из 2010. у граду је живело 13.116 становника, што је 1.585 (10,8%) становника мање него 2000. године.
| Група             | 2000.          | 2010.          |
| Белци             | 12.847 (87,4%) | 10.932 (83,3%) |
| Афроамериканци    | 1.447 (9,8%)   | 1.393 (10,6%)  |
| Азијати           | 34 (0,2%)      | 63 (0,5%)      |
| Хиспаноамериканци | 106 (0,7%)     | 201 (1,5%)     |
| Укупно            | 14.701         | 13.116         |